# Lina Köster
Lina Köster (* 28. August 2001 in Ibbenbüren) ist eine deutsche Volleyballspielerin.

## Karriere
Köster begann ihre Karriere beim Regionalligisten FC 47 Leschede. In der Saison 2019/20 spielte sie beim SCU Emlichheim. Anschließend war sie beim Regionalligisten SC Spelle-Venhaus aktiv. Im Januar 2022 wechselte die Außenangreiferin zum Nord-Zweitligisten VfL Oythe. In der Saison 2024/25 trat sie mit dem MTV 48 Hildesheim ebenfalls in der Zweiten Liga an. 2025 wurde sie vom Erstliga-Aufsteiger ETV Hamburg verpflichtet.